# Jahanara Arzu
Jahanara Arzu  (en bengalí: জাহানারা আরজু 1 de junio de 1929 es una poeta bangladés bilingüe con el idioma inglés. 
Se le otorgó el Premio Ekushey Padak en 1987 por el Gobierno de Bangladés por su contribución a la literatura bengalí. Arzu y Sufia Kamal fueron las editoras fundantes de Sultana, la primera revista femenina publicada por mujeres de Bengala Oriental desde el 14 de enero de 1949.

## Algunas publicaciones
- 1964. Raudhra jharā gāna. Publicó Kabitāṅgana, 87 p.

- 1962. Nīlasvapna. Publicó Kabitāṅgana, 119 p.

## Vida personal
Estuvo casada con un vicepresidente de Bangladés y ministro de Justicia A K M Nurul Islam (1923-2015, 92 años). Juntos tienen dos hijos: Justice Md Ashfaqul Islam y el profesor Minara Zahan.